# 雨のち晴れ (GENERATIONS from EXILE TRIBEの曲)
「雨のち晴れ」（あめのちはれ）は、GENERATIONS from EXILE TRIBEの23作目のシングル。2021年2月10日にrhythm zoneから発売された。

## 概要
- 前作「Loading…」から約3ヶ月振りのリリースで、2021年第1弾シングルである。「CD」と「CD+DVD」の2形態で発売。
- 表題曲は小芝風花主演のテレビ朝日系土曜ナイトドラマ『モコミ〜彼女ちょっとヘンだけど〜』の主題歌[2]。
- 2021年1月24日にデジタルシングルが先行発売された。

## 収録曲
1. 雨のち晴れ [4:04]
作詞・作曲：FAST LANE
  - テレビ朝日系土曜ナイトドラマ『モコミ〜彼女ちょっとヘンだけど〜』主題歌[2]
2. A wish for you -キミを願う夜- [3:51]
作詞：EIGO（ONEly Inc.）、Rap詞：MANDY、作曲：☆Taku Takahashi（m-flo）、Minami（CREAM）
3. 雨のち晴れ（Instrumental）
4. A wish for you -キミを願う夜-（Instrumental）